# Zidni macaklin
Zidni macaklin (latinski: Tarentola mauritanica), je vrsta malog macaklina. Potječe sa zapadnog dijela Mediterana, a danas ga se može naći po cijelom svijetu. U primorskim krajevima ga se najčešće može vidjeti na vanjskim zidovima kuća.
Odrasli zidni macaklini mogu narasti do 15 centimetara (dužina uključuje rep). Kad su aktivni danju, njihova je boja tamnija nego noću.

## Vanjske poveznice
|  | Zajednički poslužitelj ima stranicu o temi Tarentola mauritanica    |
|  | Zajednički poslužitelj ima još gradiva o temi Tarentola mauritanica |
|  | Wikivrste imaju podatke o taksonu Tarentola mauritanica             |